# Telonemia
Telonemia is een groep van vrijlevende, eencellige eukaryoten. Deze basale protisten zijn van belang in de evolutiebiologie van eukaryoten, omdat ze een mogelijke overgangsvorm zijn tussen ecologisch belangrijke heterotrofe en fotosynthetische soorten onder chromalveolaten. Ze komen voor in het mariene milieu, maar zijn ook aangetroffen in zoetere wateren. Er zijn minstens twee geslachten: Telonema en Lateronema. De soorten zijn heterotrofe, geflagelleerde protisten die zich voeden met bacteriën en fytoplanktondeeltjes. Chloroplasten zijn afwezig.

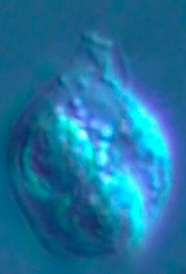
Opname van Telonema rivulare met contrastmicroscoop

Deze microscopische organismen werden voorheen geplaatst in het rijk Chromista. Verschillende fylogenetische analyses plaatsen Telonemia als zustergroep van de SAR-clade. De SAR-clade en Telonemia samen wordt ook wel TSAR genoemd, met de letter T een verwijzing naar Telonemia. Naar verwachting zijn er nog veel soorten niet beschreven.